# Massgrav (musikgrupp)
Massgrav är ett svenskt punk-/hardcoreband bildat 1996 i Skövde av "Ola" på bas, Johan "Norse" Norsebäck på gitarr och "Erlando" på trummor. En kassett kallad "Total Jävla Masslakt" spelades in innan bandet 1997 lades på is. 2001 blev Conny Slägga bandets trumslagare fram till 2003 då han ersattes av Mattias "Indy" Pettersson. 2009 slutade "Indy" och ersattes av Ove Wiksten, som 2010 i sin tur ersattes av Fenok på trumpallen. 2019 blev Massgrav en kvartett, då Jesper Liveröd anslöt till bandet som gitarrist. 
Albumen Napalm öfver Stureplan (2005), A Blaze in the Northern Sky (2006) och This War Will be Won by Meat Eaters (2008) gavs ut via amerikanska bolaget Sound Pollution Records. Blood I Bleed/Massgrav (split, 2010) gavs ut av Fast & Furious Records, medan Still the Kings (2012) släpptes via D-Takt & Råpunk Records och Stockholm Rockers (2017) via polska Selfmadegod Records.

## Medlemmar
- Johan "Norse" Norsebäck - Gitarr, sång
- "Ola" - Bas, sång
- Fredrik "Fenok" Andersson - Trummor
- Jesper - Gitarr

### Tidigare medlemmar
- Erlando - Trummor
- Conny Slägga - Trummor
- Mattias "Indy" Pettersson - Trummor
- Ove "Grind-Ove" Wiksten - Trummor

## Diskografi

### Album
- 2005 - Napalm öfver Stureplan CD
- 2006 - A Blaze in the Northern Sky Split-LP/CD med Diskonto
- 2008 - This War Will be Won by Meat Eaters CD
- 2010 - Blood I Bleed/Massgrav Split-LP/CD med Blood I Bleed
- 2012 - Still the Kings LP/CD
- 2014 - Extra nitad - Samlings-LP
- 2017 - Stockholm Rockers - LP/CD/MC
- 2022 - Slowly we rock - LP/CD/MC

### Singlar och EP
- 2003 - Hatfylld och nerpissad EP
- 2006 - Stampa Takten Alla Bokstavsbarn 7"
- 2007 - O Shit - Split-5" med Yacöpsae
- 2008 - Pick your Queen - Split-7" med Widespread Bloodshed
- 2012 - Too Fast for Ove Kassett
- 2014 - Snutjävel 5", 45 RPM, Single Sided, Card Backed
- 2015 - Kill your darlings 7"
- 2016 - Kronofogden/Massgrav, Split 7" med Kronofogden
- 2016 - Fuck the King - Split 7" med Overviolence
- 2020 - Alter Schwede! - Split 7" med Proteststorm
- 2023 - G.O.A.T. - the pink goat - Split 2" och CDR med Järnbörd